# Estación Cajón
Cajón es una estación de ferrocarriles ubicada en la localidad de Cajón, comuna chilena de Vilcún, en la región de la Araucanía, que es parte del longitudinal Sur, a 9 kilómetros al norte de la capital regional. La estación fue inaugurada en 1893, y fue cabecera del ramal Cajón-Cherquenco hasta la década de 1980. Actualmente no presta servicios, aunque se han hecho esfuerzos para su reapertura. 
El 6 de diciembre de 2023 reabrió como parte del servicio de cercanías Tren Victoria-Temuco, siendo habilitado esta vez como paradero y no como estación.

## Historia

### SigloXIX
Con la extensión del ferrocarril desde la ciudad de Santiago hacia el sur, el gobierno del presidente José Manuel Balmaceda planifica la extensión del ferrocarril desde la localidad de Victoria —donde el ferrocarril ya había llegado en 1890— hasta la ciudad de Osorno —que ya tenía en obras un ferrocarril que la conectase con la ciudad de Valdivia—, donde se contrató a la North and South American Company para encargarse de la construcción. Una sección de estas obras, de Victoria hasta el río Toltén, fue subdivida para realizar los trabajos desde Victoria hasta Temuco. Los trabajos de construcción de este tramo del Longitudinal Sur ya había comenzado para inicios de 1889; sin embargo, en junio de 1890 la North and South American Company se declara en bancarrota, por lo que el gobierno asume los trabajos de construcción que demandan la reorganización de todo el proyecto, que delega las obras en su totalidad a la empresa Albarracín y Urrutia. Los trabajos son designados en julio, siendo dividido el tramo de Victoria a Temuco en tres partes: Victoria-río Perquenco, río Perquenco-Curaco y Curaco-Temuco. Esta última sección quedó a cargo del ingeniero M. Mayaud, sin embargo en septiembre del mismo año fue reemplazado por Evaristo Sainte-Anne.
Sin embargo, guerra civil de 1891 ocurrida en chile provoca que los trabajos de construcción fueran paralizados en abril de ese año, pero en octubre son reasignados en su totalidad. Para enero de 1892 Los trabajos siguen asignados a la empresa Albarracín y Urrutia, y la construcción de las vías desde Perquenco a Temuco es delegada a Gustave Verniory, equivalente a unos 45 km de vías. El tramo Victoria-Temuco ―junto con esta estación― es inaugurado el 1 de enero de 1893, de hecho ninguna de las estaciones se encontraba finalizada para esa fecha —excepto la estación Quillem—. Los trabajos de la construcción del edificio de la bodega de la estación es adjudicado en febrero de 1894. Para esa misma fecha la estación ya prestaba servicios a pasajeros. En octubre de ese año los cimientos están terminados, y la bodega está terminada en diciembre. Toda la vía férrea ―incluyendo esta estación― es entregada a la Empresa de los Ferrocarriles del Estado en mayo de 1895.

### SigloXX
Los trabajos de construcción del ramal Cajón-Cherquenco inician en 1912 y finalizan en 1916. Este ramal es analizado como potencial ferrocarril trasandino, aunque los análisis indican que era la opción de peor calidad.
El ramal fue abandonado en 1981, y ya para 1986 la Empresa de los Ferrocarriles del Estado recibe la autorización para levantarla. Poseía una oficina EFE ubicada en Av. Alejandro Urrutia s/n frente a la línea férrea, la cual en la actualidad se encuentra inoperativa.[cita requerida] La estación prestó servicios de pasajeros hasta 1995.

### SigloXXI
A inicios de 2015, se anunció la reconstrucción de la estación debido al proyecto de un ferrocarril que conectaría a la zona. En 2019 la senadora Carmen Gloria Aravena en representación de la comunidad que habita alrededor de la estación han solicitado la reapertura de la estación, debido a que Cajón se ha tornado en una localidad en la que habitan personas que se desplazan diariamente hacia Temuco. Para 2021 la municipalidad de Vilcún siguió haciendo gestiones para reabrir la estación.

#### Reapertura
Durante el mes de julio de 2022 el Ministerio de Transporte y Telecomunicaciones anunció que la estación se reabrirá para el año 2023, implicando un gasto entre los 300 a 500 millones de pesos.
El 6 de diciembre de 2023 se inauguró un paradero en la ubicación de la antigua estación como parte del Tren Victoria-Temuco.

## Servicios
Con el inicio de las actividades de este paradero y paradero Padre Las Casas en 2023, se han implementado servicios particulares que cubren esta estación. Además de los servicios estándar del Tren Victoria-Temuco, existen cuatro variaciones diarias del Tren Temuco-Pitrufquén que circulan por la estación; con dirección a la estación Pitrufquén, existe un servicio Cajón-Temuco-Padre Las Casas, uno solo Cajón-Temuco, y uno Cajón más la ruta normal del tren Temuco-Pitrufquén; además de un cuarto servicio con dirección Victoria que cubre Padre Las Casas-Temuco-Cajón.

### Páginas
1. 1 2 3  Verniory, 2001, p. 257-258.
2. ↑  Verniory, 2001, p. 254.
3. ↑  Verniory, 2001, p. 282.
4. 1 2  Verniory, 2001, p. 309.
5. ↑  Verniory, 2001, p. 368.